# A Última Carta de Amor
A Última Carta de Amor (no original em inglês: The Last Letter from Your Lover) é um filme britânico de drama e romance de 2021 dirigido por Augustine Frizzelle, escrito por Nick Payne e Esta Spalding, baseado no livro homônimo de 2012 escrito por Jojo Moyes. É estrelado por Felicity Jones, Callum Turner, Joe Alwyn, Nabhaan Rizwan e Shailene Woodley.
The Last Letter from Your Lover foi lançado pela Netflix em territórios selecionados em 23 de julho de 2021, no Reino Unido e na Irlanda em 6 de agosto de 2021, pelo StudioCanal, e na Escandinávia em 30 de julho de 2021, pelo SVENSK.

## Enredo
Nos dias modernos, Ellie Haworth, que recentemente terminou com seu namorado de longa data, tem que escrever um artigo sobre o editor de seu jornal recentemente falecido. Passando pelo arquivista formal Rory para acessar o arquivo da editora, ela encontra uma carta de amor, para alguém identificado como "J", de "Boot". Movida pelos sentimentos apaixonados entre o casal misterioso, Ellie se torna determinada a aprender suas identidades e como sua história de amor terminou.
Em meados da década de 1960, a rica socialite Jennifer Stirling e seu marido Laurence viajaram para a Riviera Francesa nas férias de verão. O correspondente estrangeiro, Anthony O'Hare, chega para entrevistar Laurence. Durante um jantar, Jennifer ouve Anthony insultando os Stirlings e seu estilo de vida mimado, levando Anthony a se desculpar com Jennifer. Anthony convida os Stirlings para comer no dia seguinte, mas Laurence é chamado para uma viagem de negócios repentina, deixando Jennifer e Anthony para passar o verão juntos até seu retorno. Eles começam a escrever cartas uns para os outros, sob os pseudônimos "J" e "Boot" (ou "B"). Nenhum dos dois age com a eletricidade crescente deles, até que Jennifer impulsivamente tenta beijá-lo. Quando ele se afasta, ela foge. Alguns dias depois, uma carta escrita por Anthony chega até ela, propondo um encontro no Postman's Park, em Londres.
Eles começam um caso, passando momentos juntos onde ela pode estar com segurança com ele. Finalmente, ele propõe que ela fuja com ele para Nova York. Jennifer está hesitante em sair, com medo de ser tratada como rejeitada por sua família e amigos. Depois que Anthony lhe envia uma carta dizendo que estará esperando por ela na estação de trem na noite de sua partida, Jennifer corre para encontrá-lo. Pouco antes de chegar, ela sofre um acidente de carro, com uma pancada na cabeça causando amnésia parcial. Anthony parte para Nova York, acreditando que Jennifer o rejeitou.
Seis meses após o acidente de carro, Laurence esconde a última carta que Jennifer recebeu de Anthony na tentativa de impedi-la de se lembrar do caso. Jennifer se sente perdida enquanto luta para recuperar suas memórias. Ela começa a encontrar várias das cartas de amor de "Boot" escondidas em sua casa, levando-a a descobrir uma caixa postal em seu nome que Laurence havia fechado. Jennifer confronta Laurence, que afirma que Anthony morreu no acidente. Quatro anos depois, Jennifer esbarra em Anthony, restaurando suas memórias de seu tempo juntos. Anthony mais uma vez implora para que ela fuja com ele, mas ela se recusa em consideração a sua filha de dois anos. Enfurecida com Laurence por suas mentiras, Jennifer afirma que ficará com ele por causa de sua filha, mas jura ir embora se ele a maltratar. Por sua vez, Laurence ameaça arruinar a reputação de Jennifer e ganhar a custódia exclusiva de sua filha, já que ela só seria vista como adúltera pelo tribunal. Isso leva Jennifer a escapar com sua filha para ir com Anthony. Depois de descobrir que ele saiu do hotel, ela tenta encontrá-lo em seu local de trabalho, mas é informada pelo editor que Anthony já saiu. Forçada a voltar para Laurence, Jennifer dá o maço de cartas de amor ao editor para serem enviadas a Anthony se eles tiverem notícias dele.
Nos dias atuais, Ellie e Rory se aproximam à medida que descobrem mais cartas de amor. Depois de passar a noite com Rory, Ellie se distancia dele. Ela descobre que Jennifer e Anthony estão vivos e vai falar com eles. Depois de ouvir seus arrependimentos e dor pelo romance perdido, Ellie decide entrar em um relacionamento com Rory, escolhendo dar uma nova chance ao romance e não viver com arrependimentos. Ellie retorna para Anthony e o encoraja a escrever uma última carta para Jennifer, na qual ele pede a ela para encontrá-lo mais uma vez no Postman's Park. Ellie e Rory assistem à distância enquanto os dois amantes se reúnem.

## Elenco
- Felicity Jones como Ellie Haworth, uma jovem jornalista que descobre uma série de cartas de amor em arquivos nos dias atuais em Londres
- Callum Turner como Anthony O'Hare, um jornalista financeiro que está escrevendo uma história sobre Laurence nos anos 1960
  - Ben Cross como Anthony O'Hare (mais velho)[5]
- Joe Alwyn como Lawrence Stirling, o marido de Jennifer Stirling na década de 1960, que é um industrial de sucesso, mas severo
- Nabhaan Rizwan como Rory McCallan, um arquivista que é colega de Haworth
- Shailene Woodley como Jennifer Stirling, uma socialite na década de 1960 que tem uma vida perfeita
  - Diana Kent como Jennifer Stirling (mais velha)
- Ncuti Gatwa como Nick, um colega de trabalho de Haworth

## Produção
Em agosto de 2019, foi anunciado que Augustine Frizzell iria dirigir o filme. Foi anunciado que as filmagens estavam programadas para começar em 14 de outubro de 2019 em Maiorca no filme, Felicity Jones e Shailene Woodley foram anunciados como protagonistas, também servindo como produtoras executivas. A produção foi transferida para o Reino Unido e terminou após 45 dias em 15 de dezembro de 2019.

## Lançamento
Em outubro de 2019, a Netflix adquiriu os direitos de distribuição do filme nos EUA e em outros territórios internacionais. Foi lançado na Netflix em territórios selecionados em 23 de julho de 2021. Está programado para ser lançado na Escandinávia em 30 de julho de 2021 e no Reino Unido e Irlanda em 6 de agosto de 2021.

## Recepção
No site do agregador de resenhas Rotten Tomatoes, o filme detém uma taxa de aprovação de 61% com base em 51 resenhas, com uma classificação média de 5.70/10. No Metacritic, o filme tem uma pontuação média ponderada de 56 de 100 com base em 12 críticas, indicando "críticas mistas ou médias".